# Vitali Diakov
Vitali Aleksandrovitch Diakov (en russe : Виталий Александрович Дьяков) né le 31 janvier 1989 à Krasnodar est un footballeur russe évoluant au poste de défenseur central.

## Palmarès
- Vainqueur de la Coupe de Russie en 2014 avec le FK Rostov